# 马河镇 (荆门市)
马河镇，是中华人民共和国湖北省荆门市东宝区下辖的一个乡镇级行政单位。

## 行政区划
马河镇下辖以下地区：
马院社区、铁坪村、马咀村、白泥村、易畈村、关庙岗村、院子河村、双河村、三里岗村和钱河村。